# 標準航空件
標準航空件又名廉價航空件，可簡寫為SAL。全名為Surface Air Lifted。是一種比海運快，價格較空運便宜。並不包含台灣。可以适用于印刷品、小型包装物及国际邮包。

## 利用方法
以飛機後面剩餘的貨艙運送。有壓傷，受潮的可能。並且要配合團體運送延長寄送時間。

## 規格
總重量不得超過卅公斤。最長邊1.5m以内，最長邊+周長3.0m以内。

## 服務地區
目前台灣並沒有提供此服務。